# 斑矮長頜魚
斑矮長頜魚，為輻鰭魚綱骨舌魚目象鼻魚科的其中一種，分布於非洲喀麥隆及中非共和國的淡水流域，體長可達5.1公分。